# Pierre-Henri Paillet
Pour les articles homonymes, voir Paillet (homonymie).
Pierre-Henri Paillet est un haut fonctionnaire français, né le 18 novembre 1953 à Bamako au Mali.

## Biographie
Ancien élève de l'École polytechnique, ingénieur en chef des ponts et chaussées, il commence sa carrière en Meurthe-et-Moselle. 
Il est ensuite directeur général des services techniques du conseil général du Morbihan, présidé par Raymond Marcellin, puis chef du cabinet du ministre chargé des relations avec le Parlement (André Rossinot), et chargé de mission à l'Institut d'aménagement et d'urbanisme de la région d'Île-de-France.
Proche de Charles Pasqua, il dirige la SEM 92 (Société d'économie mixte des Hauts-de-Seine), qui dépend du conseil général des Hauts-de-Seine. Au retour de Charles Pasqua au ministère de l'Intérieur (1993-1995), il fut nommé délégué à l'aménagement du territoire et à l'action régionale (DATAR). À ce titre, il est impliqué dans l'affaire du siège de GEC-Alsthom Transport, et dans celle de la Sofremi pour laquelle il bénéficia d'un non-lieu.
De 1995 à 1997, Pierre-Henri Paillet est ensuite directeur du cabinet du ministre de l'industrie Franck Borotra, puis directeur général du groupe Penauille Polyservices. Il assure par la suite les fonctions de directeur du développement du groupe CRIT, et de directeur Grands Comptes du groupe Synergie.
Candidat aux élections législatives en 1988 dans la circonscription d'Hennebont (Morbihan), il est conseiller municipal d'Hennebont de 1989 à 1995.
Père de six enfants, Pierre-Henri Paillet a contribué à la rédaction de deux ouvrages, "La priorité sociale" et "la reconquête du territoire".

## Affaire du siège de GEC-Alsthom Transport
L'affaire du siège de GEC-Alsthom Transport est une affaire politico-financière française impliquant les réseaux Pasqua entre 1993 et 1995, intervalle pendant lequel Charles Pasqua était ministre de l'intérieur. L'affaire repose sur le versement d'une commission occulte de 5,2 millions de francs par la société Alstom (ex-GEC-Alsthom), en mai 1994, à l'intermédiaire Étienne Leandri, décédé depuis.
Le 16 mai 2003, Pierre-Henri Paillet, a été mis en examen pour « complicité d'abus de biens sociaux ». Placé en garde à vue à la brigade financière, ce haut fonctionnaire est soupçonné d'avoir négocié le versement de 5,2 millions de francs pour obtenir du ministère de l'intérieur l'autorisation de transférer le siège social de GEC-Alsthom. Il fut laissé en liberté moyennant une caution de 100 000 euros.